# Elamščina
Elamščina, izumrli jezik Elamcev, ki se je govoril približno od leta 2800–550 pr. n. št.. Od 6. do 4. stoletja pr. n. št. je bil eden od uradnih jezikov Perzijskega cesarstva. Zadnji zapisi v elamščini so iz obdobja Aleksandrove osvojitve Perzijskega cesarstva. Spada med izolirane jezike.

## Elamske pisave
V dolgi zgodovini so se v Elamu razvile tri pisave:
- Praelamska pisava je bila najstarejša iranska pisava, ki se je uporabljala samo od približno 3100 do 2900 pr. n. št..  Glinaste ploščice, pisane s praelamsko pisavo, so našli na več mestih po celem Iranu. Razvila se je iz starejšega praklinopisa. Imela je več kot 1.000 znakov, zato spada med delno znakovne pisave. Pisava še ni razvozlana, zato ni jasno, ali so zapisi v elamskem ali katerem drugem jeziku. Nekateri strokovnjaki trdijo, da zgodnje pisave, med njimi tudi praelamska, morda niso bile povezane s pogovornimi jeziki na enak način kot sedanje.
- Linearno elamsko pisavo so v Iranu odkrili samo na Darejevih napisih v Behistunu[2] in trojezičnem napisu v Perzepolisu.[3] Zanjo se pogosto trdi, da je zlogovna pisava, ki se je razvila iz praelamske pisave, kar pa ni dokazano. Linearna pisava se je uporabljala zelo malo časa v zadnji četrtini 3. tisočletja pr. n. št.. Tudi ta pisava še ni razvozlana. Med najvidnejšimi strokovnjaki, ki so jo poskušali razvozlati, sta bila Walther Hinz in Piero Meriggi.
- Elamski klinopis se je uporabljal od približno 2500 do 331 pr. n. št.. Razvil se je iz akadskega klinopisa. Obsega približno 130 znakov, kar je mnogo manj kot v drugih klinopisih.

## Sorodnost z drugimi jeziki
Elamščino velika večina jezikoslovcev razvršča med izolirane jezike, ker ni sorodna niti s sosednjimi semitskimi in indoevropskimi jeziki niti sumerščino, ki je tudi izoliran jezik, četudi so Elamci privzeli sumersko-akadski klinopis. Manjšina jezikoslovcev jo je poskušala povezati z drugimi jezikovnimi skupinami. David McAlpin je predlagal posebno elamsko-dravidsko jezikovno družino, v katero je vključil dravidske jezike iz Indije.  Václav Blažek  jo je poskušal povezati s semitskimi jeziki Bližnjega vzhoda, Georgij Starostin pa jo je umestil na sredino med  nostratskimi in semitskimi jeziki, vendar dlje od sino-kavkaških jezikov.